# Theo De Ronde
Theo De Ronde (Ekeren (Antwerpen), 12 februari 1894 - Leuven, 21 juni 1939) was een leraar en schrijver in Tienen. Zijn vader was afkomstig van Binkom, maar was onderwijzer in Ekeren. Zijn moeder was van Tienen. Na het overlijden van zijn vader in 1899 verhuisde het gezin naar Tienen, waar Theo De Ronde meer dan 25 jaar woonde.
Van 1937 tot zijn plotse dood in 1939 was hij de tweede directeur-generaal van het N.I.R..

## NIR
Van 1922 tot 1931 was hij leraar aan het Koninklijk Atheneum, daarna doceerde hij aan de Katholieke Universiteit Leuven.
Van hem verschenen zijn: "Moderne Nederlandse Essays" en, in samenwerking met Julien Kuypers, "Onze literatuur in beeld".
(J. Kuypers was leraar aan de Provinciale Normaalschool te Tienen van 1916 tot 1919).
- Digitale Bibliotheek voor de Nederlandse Letteren: rond002
- Gemeinsame Normdatei: 172042739
- International Standard Name Identifier: 0000 0000 2446 4804
- Library of Congress Control Number: n81147141
- Nederlandse Thesaurus van Auteursnamen: 069925828
- Système universitaire de documentation: 139814574
- Virtual International Authority File: 207345358
- WorldCat: E39PBJjMxh7RfqjvPYtyx3bmVC